# Musée d'Art et d'Archéologie de l'Université de Madagascar
Le musée d'Art et d'Archéologie de l'Université de Madagascar ou Institut de Civilisations, Musée d’Art et d’Archéologie est un musée d'ethnologie et de paléontologie situé dans le quartier Isoraka d'Antananarivo à Madagascar.

## Description
Fondé le 27 janvier 1970 par Pierre Vérin, le musée est géré par l'Université d'Antananarivo,
Depuis 1990, l'ensemble porte le nom d'Institut de Civilisations, Musée d’Art et d’Archéologie.
Rattaché à la faculté, ce pôle culturel réunit une douzaine de chercheurs en anthropologie, géographie et géologie. Les universitaires mettent en commun leurs connaissances pour assurer la défense du patrimoine culturel et la restauration des sites historiques.
.
La première directrice du musée était Chantal Radimilahy, la première femme de Madagascar à obtenir un doctorat en archéologie.
Sous la direction de Jean-Aimé Rakotoarisoa, l'Institut de civilisation s'ouvre régulièrement au public, en proposant des conférences.
Environ 3000 ouvrages et 1500 illustrations (photographies et cartes) peuvent être consultés tous les jours de la semaine.
Le bâtiment, qui était jusqu'en 1970 une maternité, est surtout connu des Tananariviens pour être un des rares musées situés au cœur de la ville. En effet, le musée d'art et d'archéologie a une large collection d'objets ethnographiques et archéologiques. Les ustensiles de cuisine, bijoux, lamba, objets funéraires, côtoient les tessons de poterie usés par le temps.
En tout, ce ne sont pas moins de 2.000 objets ethnographiques et 3 tonnes de vestiges archéologiques qui donnent une vision d'ensemble des mœurs et des coutumes de l'île.